# Louvigny (Sarthe)
Pour les articles homonymes, voir Louvigny.
Louvigny est une commune française, située dans le département de la Sarthe en région Pays de la Loire, peuplée de 175 habitants.
La commune fait partie de la province historique du Maine, et se situe dans le Saosnois.

## Géographie

### Homonymie
Trois autres communes portent le même nom : Louvigny dans le département de la Moselle, Louvigny dans le département du Calvados et Louvigny dans le département des Pyrénées-Atlantiques.

### Lieux-dits et écarts
Les Vallées, Ancinette, les Proniers et l'Augotrie.

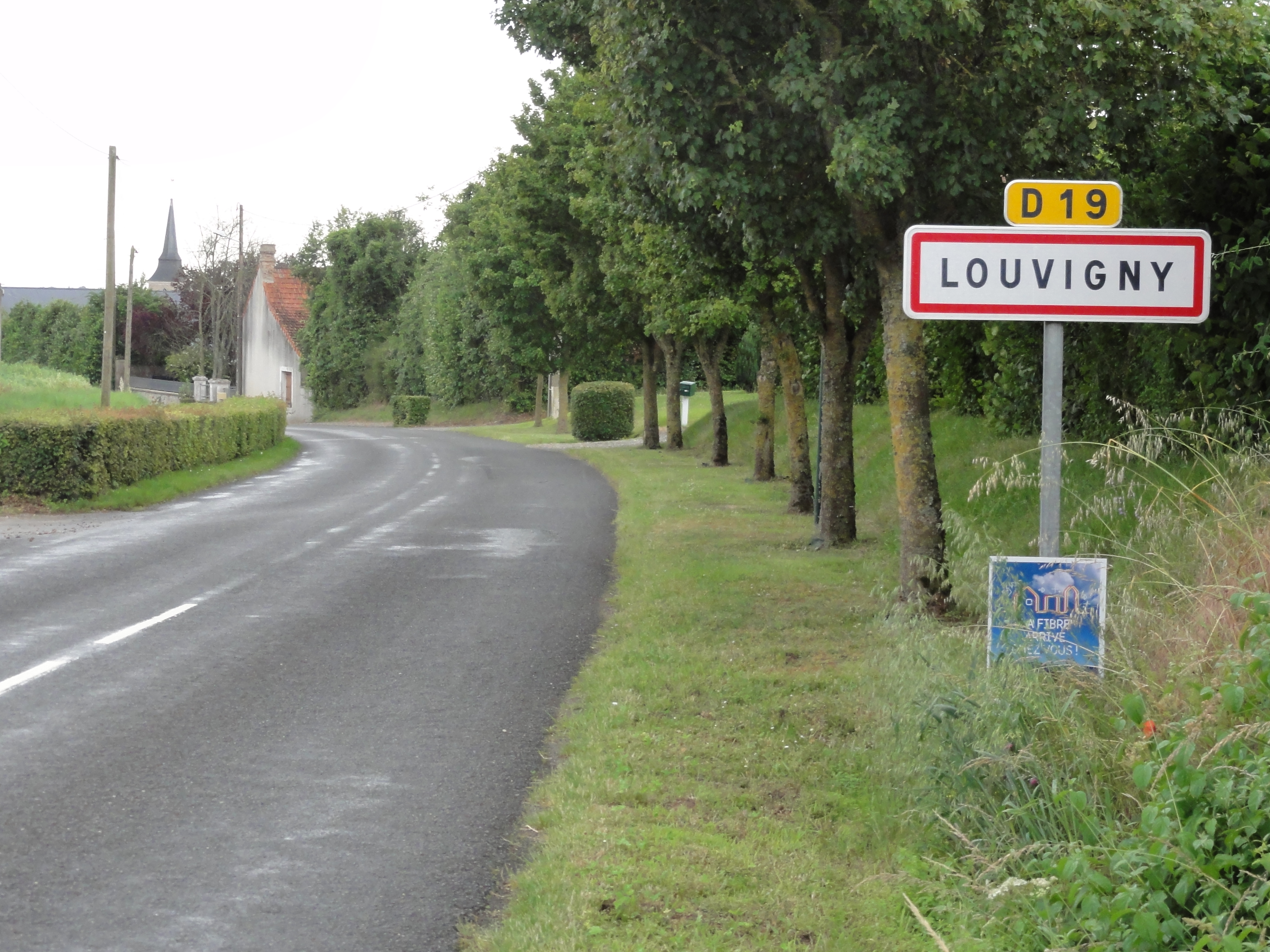
Entrée de Louvigny
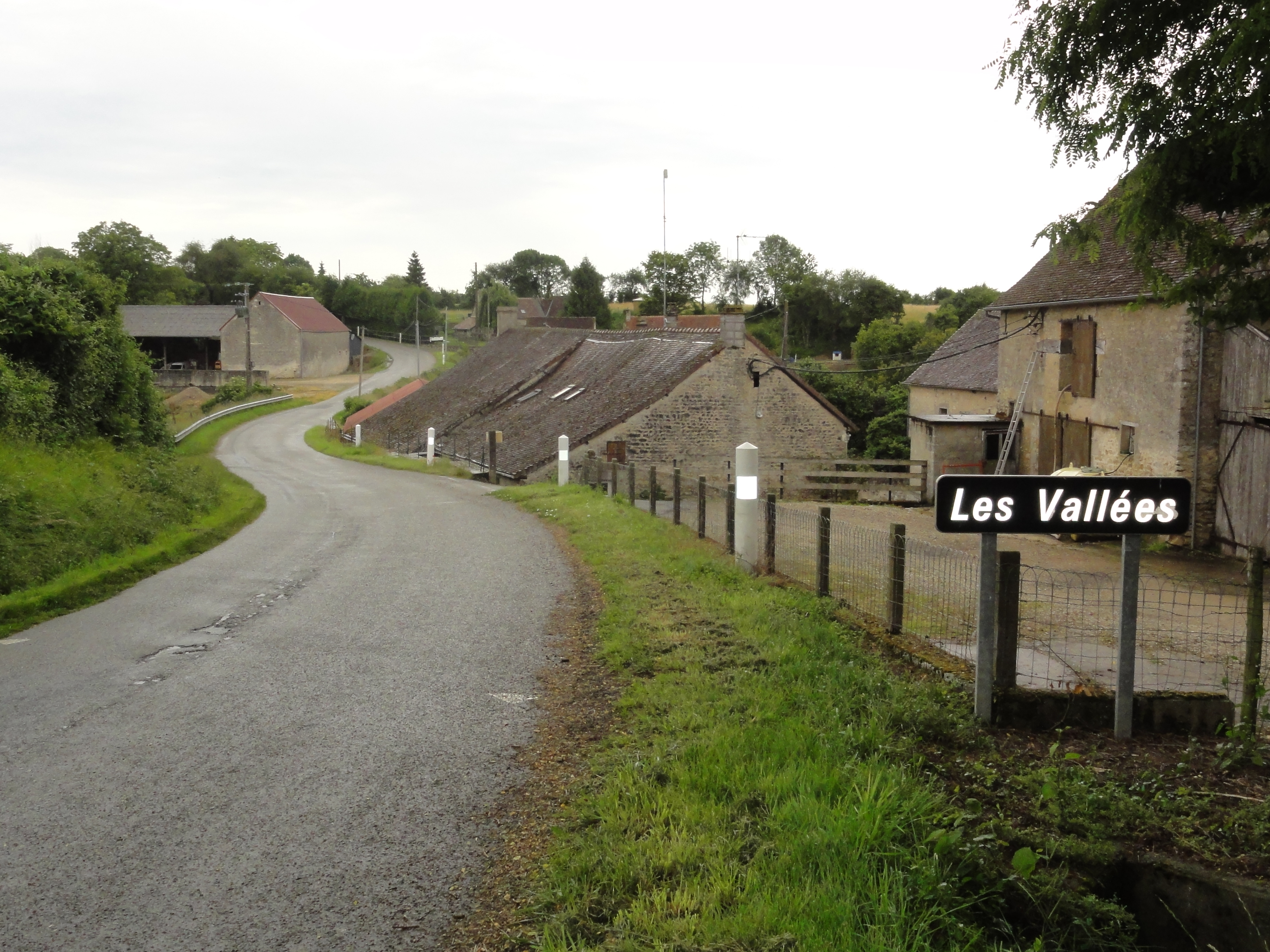
Entrée du hameau Les Vallées
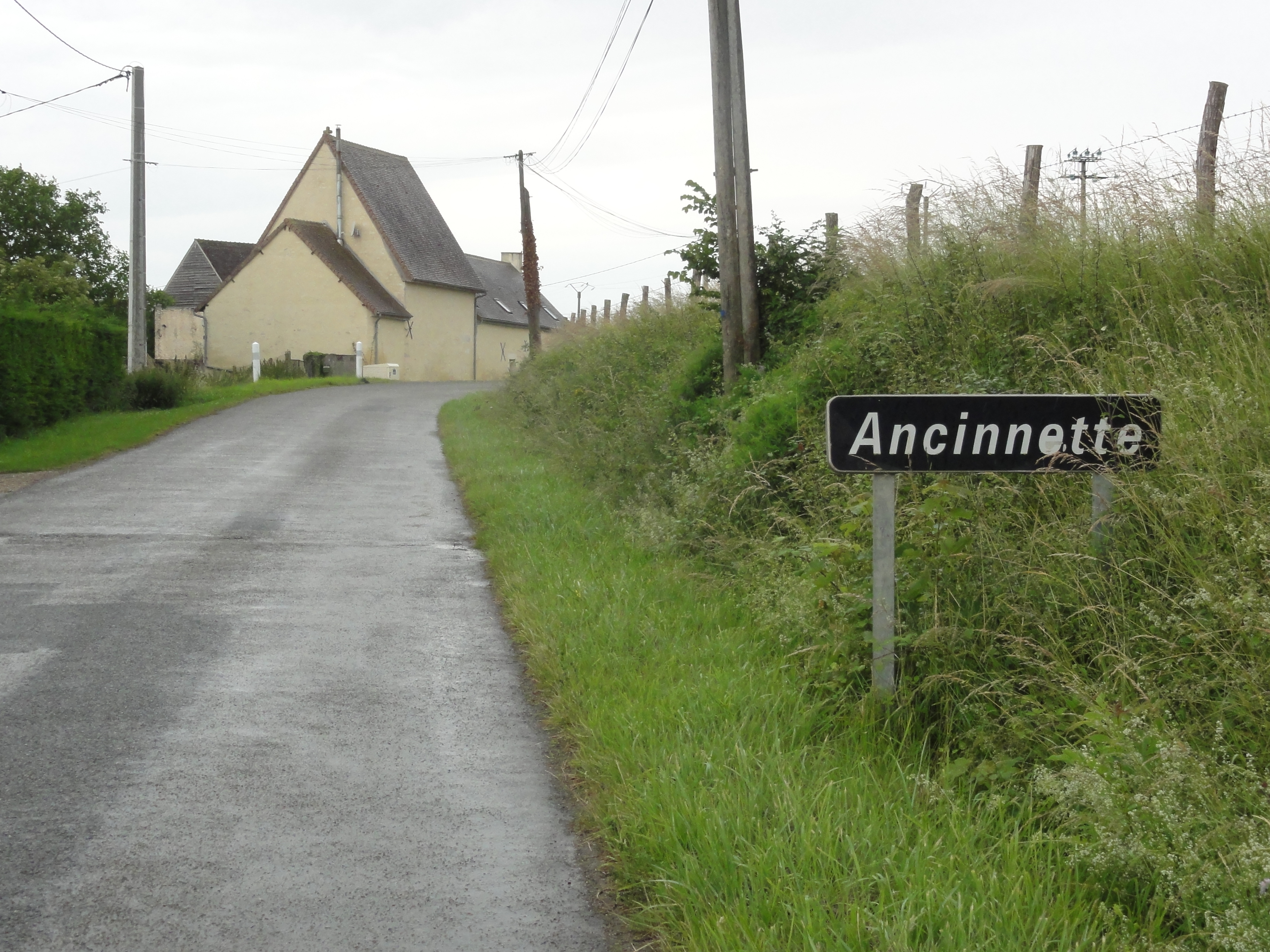
Entrée du hameau Ancinette

### Communes limitrophes
| Ancinnes         | Livet-en-Saosnois                 | Saint-Rémy-du-Val |
| Ancinnes         | Louvigny                          | Saint-Rémy-du-Val |
| Rouessé-Fontaine | Grandchamp, Thoiré-sous-Contensor | Les Mées          |

### Climat
Pour des articles plus généraux, voir Climat des Pays de la Loire et Climat de la Sarthe.
En 2010, le climat de la commune est de type climat océanique dégradé des plaines du Centre et du Nord, selon une étude du CNRS s'appuyant sur une série de données couvrant la période 1971-2000. En 2020, Météo-France publie une typologie des climats de la France métropolitaine dans laquelle la commune est exposée à un climat océanique altéré et est dans la région climatique  Normandie (Cotentin, Orne), caractérisée par une pluviométrie relativement élevée (850 mm/a) et un été frais (15,5 °C) et venté. 
Pour la période 1971-2000, la température annuelle moyenne est de 10,8 °C, avec une amplitude thermique annuelle de 14,2 °C. Le cumul annuel moyen de précipitations est de 730 mm, avec 12,1 jours de précipitations en janvier et 7,2 jours en juillet. Pour la période 1991-2020, la température moyenne annuelle observée sur la station météorologique de Météo-France la plus proche, « Commerveil_sapc », sur la commune de Commerveil à 12 km à vol d'oiseau, est de 11,9 °C et le cumul annuel moyen de précipitations est de 712,2 mm,. Pour l'avenir, les paramètres climatiques de la commune estimés pour 2050 selon différents scénarios d'émission de gaz à effet de serre sont consultables sur un site dédié publié par Météo-France en novembre 2022.

## Urbanisme

### Typologie
Au 1er janvier 2024, Louvigny est catégorisée commune rurale à habitat très dispersé, selon la nouvelle grille communale de densité à sept niveaux définie par l'Insee en 2022.
Elle est située hors unité urbaine. Par ailleurs la commune fait partie de l'aire d'attraction d'Alençon, dont elle est une commune de la couronne,. Cette aire, qui regroupe 89 communes, est catégorisée dans les aires de 50 000 à moins de 200 000 habitants,.

### Occupation des sols
L'occupation des sols de la commune, telle qu'elle ressort de la base de données européenne d’occupation biophysique des sols Corine Land Cover (CLC), est marquée par l'importance des territoires agricoles (94 % en 2018), une proportion identique à celle de 1990 (94 %). La répartition détaillée en 2018 est la suivante : 
terres arables (79,4 %), prairies (9,5 %), zones agricoles hétérogènes (5 %), espaces verts artificialisés, non agricoles (3,1 %), zones urbanisées (2,9 %). L'évolution de l’occupation des sols de la commune et de ses infrastructures peut être observée sur les différentes représentations cartographiques du territoire : la carte de Cassini (XVIIIe siècle), la carte d'état-major (1820-1866) et les cartes ou photos aériennes de l'IGN pour la période actuelle (1950 à aujourd'hui).

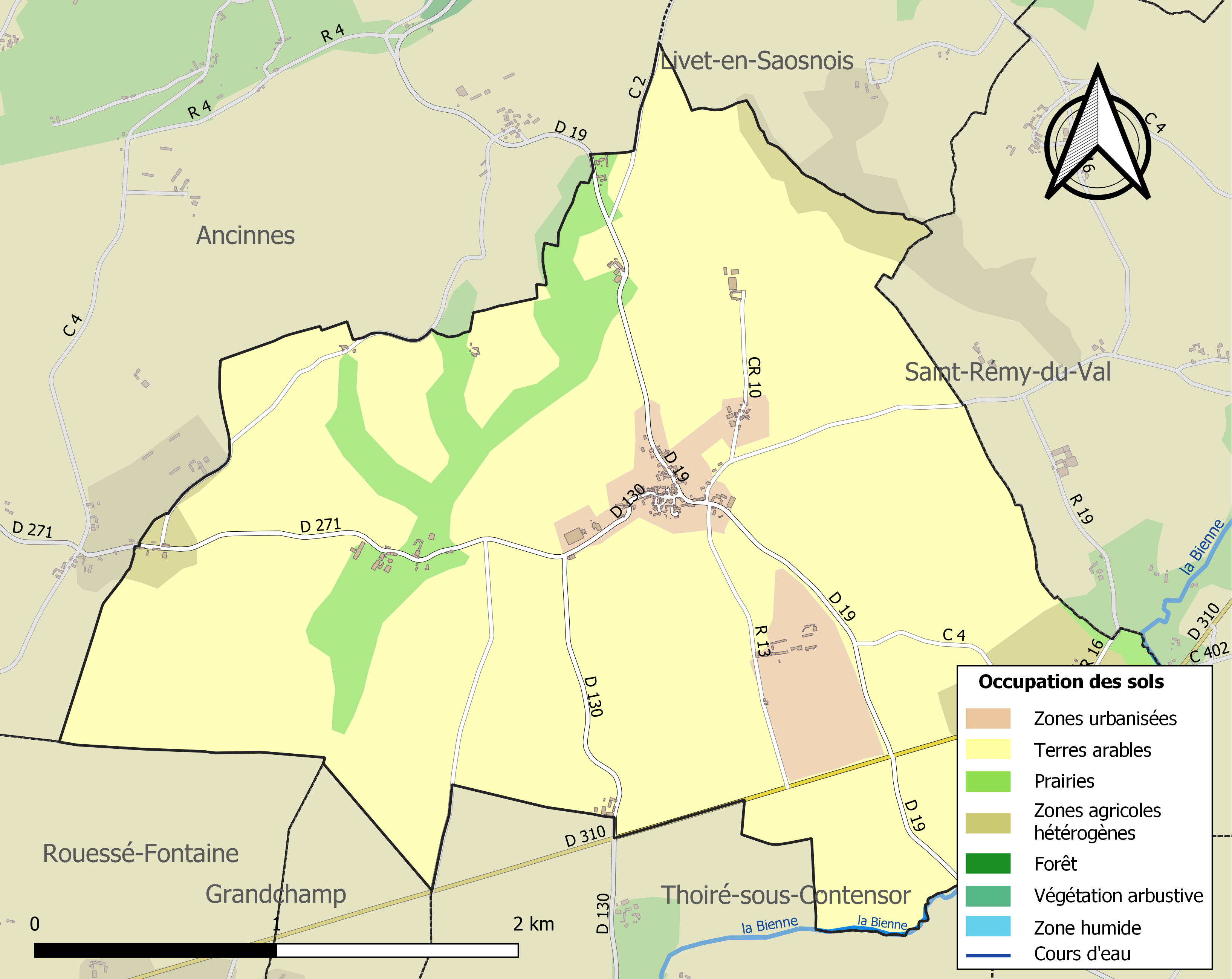
Carte des infrastructures et de l'occupation des sols de la commune en 2018 (CLC).

## Toponymie
Le nom de la localité est attesté sous la forme Lupiniacus en 1210. Le toponyme peut être formé du nom d'homme latin Lupinius ou dérivé de lupus, « loup », et du suffixe -acum.
Le gentilé est Louvinois.

## Politique et administration
| Période                                  | Période   | Identité           | Étiquette | Qualité             |
| ---------------------------------------- | --------- | ------------------ | --------- | ------------------- |
| ?                                        | juin 1995 | Daniel Chamroux    |           |                     |
| juin 1995                                | mars 2014 | Jean-Marie Gervais | SE        | Agriculteur éleveur |
| mars 2014                                | mai 2020  | Christiane Langlet | SE        | Retraitée           |
| mai 2020                                 | En cours  | Olivier Mauraisin  | SE        | Journaliste         |
| Les données manquantes sont à compléter. |           |                    |           |                     |

Le conseil municipal est composé de onze membres dont le maire et deux adjoints.

## Démographie

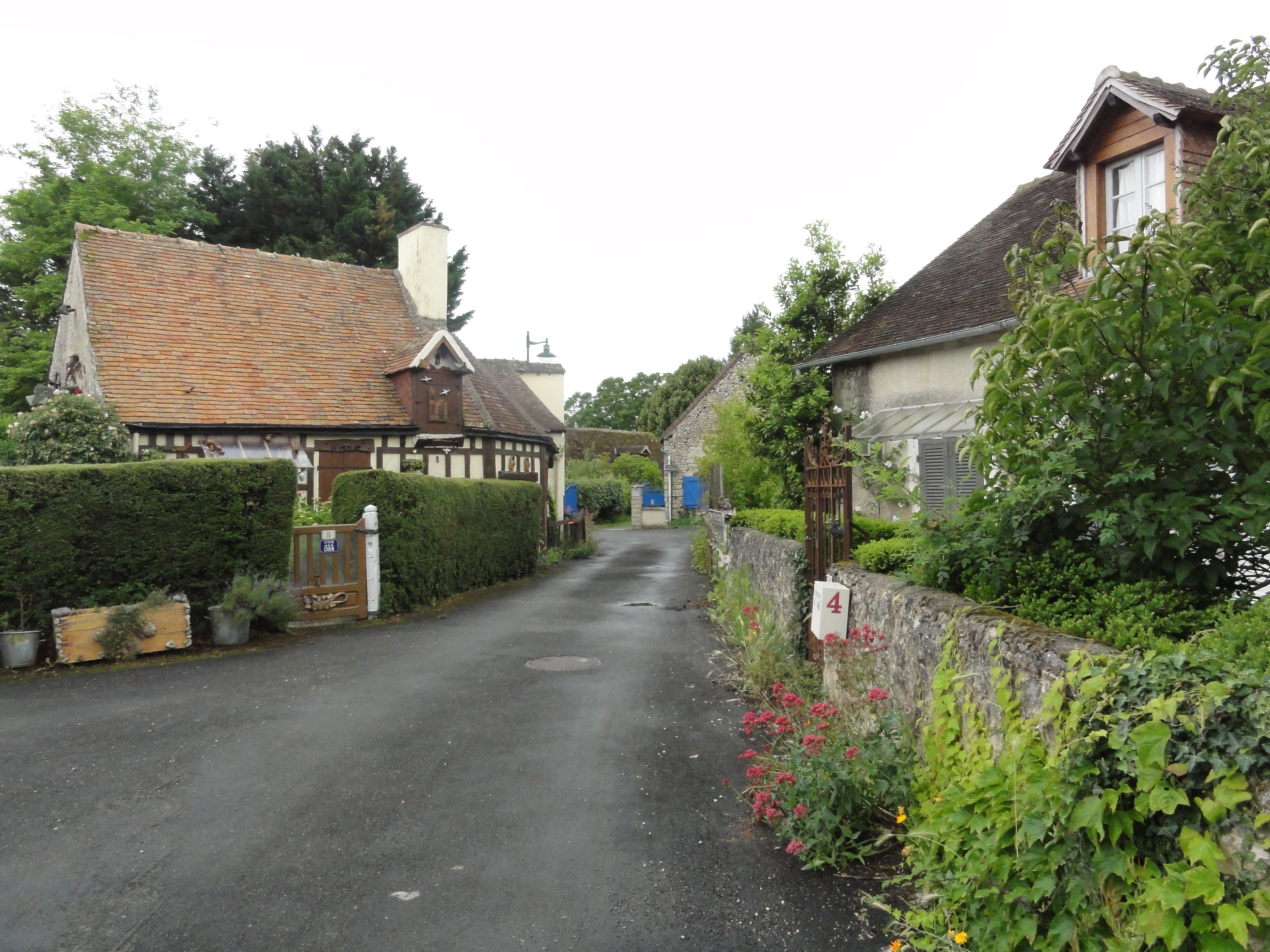
Ruelle de la maréchalerie

L'évolution du nombre d'habitants est connue à travers les recensements de la population effectués dans la commune depuis 1793. Pour les communes de moins de 10 000 habitants, une enquête de recensement portant sur toute la population est réalisée tous les cinq ans, les populations de référence des années intermédiaires étant quant à elles estimées par interpolation ou extrapolation. Pour la commune, le premier recensement exhaustif entrant dans le cadre du nouveau dispositif a été réalisé en 2007.
En 2022, la commune comptait 175 habitants, en évolution de −3,85 % par rapport à 2016 (Sarthe : −0,25 %, France hors Mayotte : +2,11 %).
Louvigny a compté jusqu'à 603 habitants en 1821.
| 1793 | 1800 | 1806 | 1821 | 1831 | 1836 | 1841 | 1846 | 1851 |
| ---- | ---- | ---- | ---- | ---- | ---- | ---- | ---- | ---- |
| 510  | 486  | 567  | 603  | 556  | 550  | 573  | 582  | 565  |

| 1856 | 1861 | 1866 | 1872 | 1876 | 1881 | 1886 | 1891 | 1896 |
| ---- | ---- | ---- | ---- | ---- | ---- | ---- | ---- | ---- |
| 556  | 528  | 546  | 542  | 510  | 474  | 473  | 415  | 413  |

| 1901 | 1906 | 1911 | 1921 | 1926 | 1931 | 1936 | 1946 | 1954 |
| ---- | ---- | ---- | ---- | ---- | ---- | ---- | ---- | ---- |
| 382  | 413  | 381  | 323  | 349  | 339  | 321  | 333  | 329  |

| 1962 | 1968 | 1975 | 1982 | 1990 | 1999 | 2006 | 2007 | 2012 |
| ---- | ---- | ---- | ---- | ---- | ---- | ---- | ---- | ---- |
| 296  | 262  | 231  | 197  | 167  | 175  | 172  | 172  | 194  |

| 2017 | 2022 | - | - | - | - | - | - | - |
| ---- | ---- | - | - | - | - | - | - | - |
| 176  | 175  | - | - | - | - | - | - | - |

## Lieux et monuments
- Église Saint-Germain. Elle abrite un retable et deux tableaux, dont une Sainte Famille du peintre Jean Boucher, datée de 1627, identifiée lors d'une restauration en 1990[21] classés à titre d'objets aux Monuments historiques[22].
- Château de Louvigny, du XVIe siècle, connu notamment pour avoir abrité pendant sept mois La Joconde de Léonard de Vinci, du 14 novembre 1939 au 3 juin 1940, avant que celle-ci ne soit transférée à l'Abbaye de Loc-Dieu (Aveyron)[23].
- Monument aux morts.
- Croix de chemin.

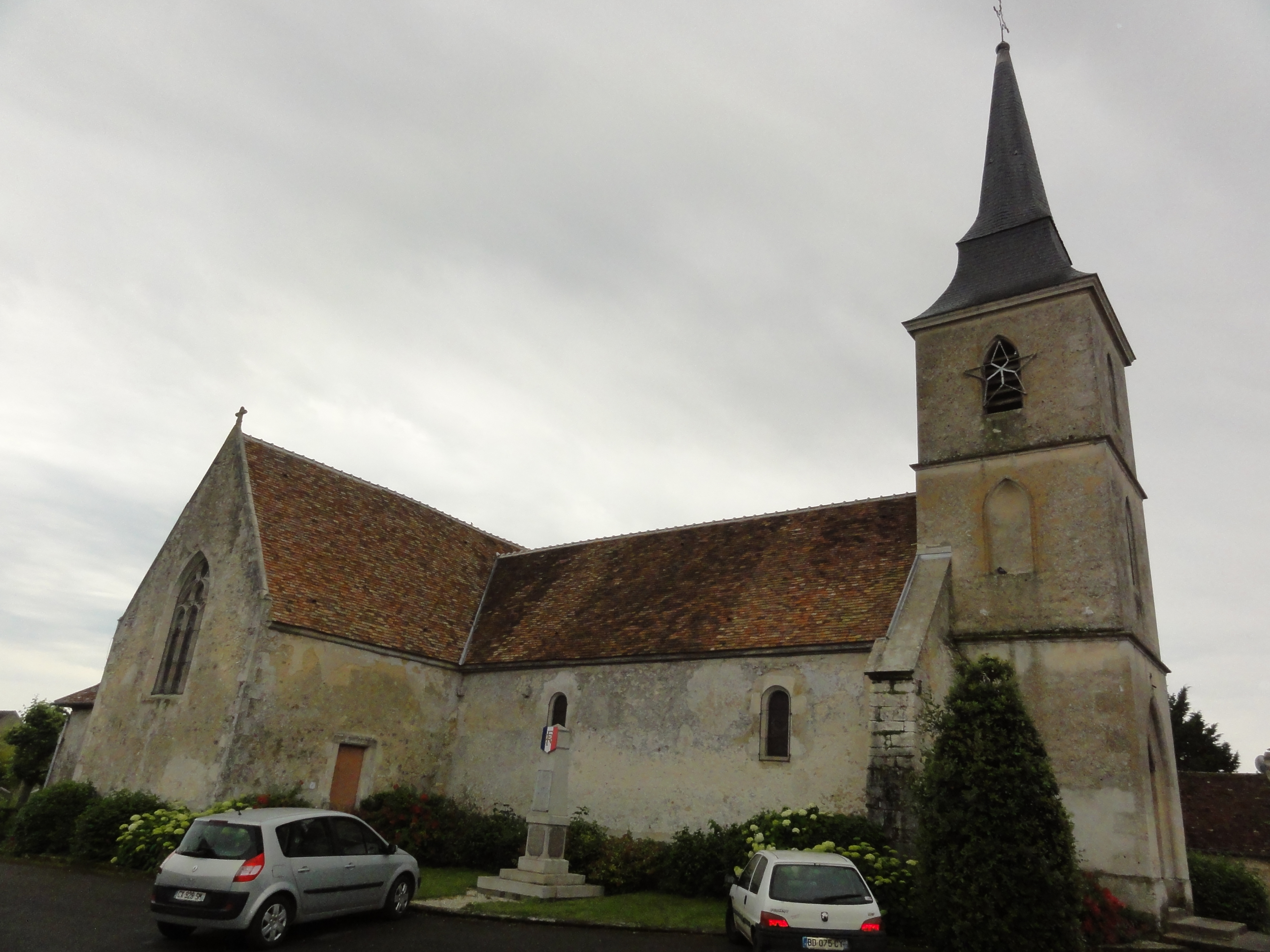
Église Saint-Germain.
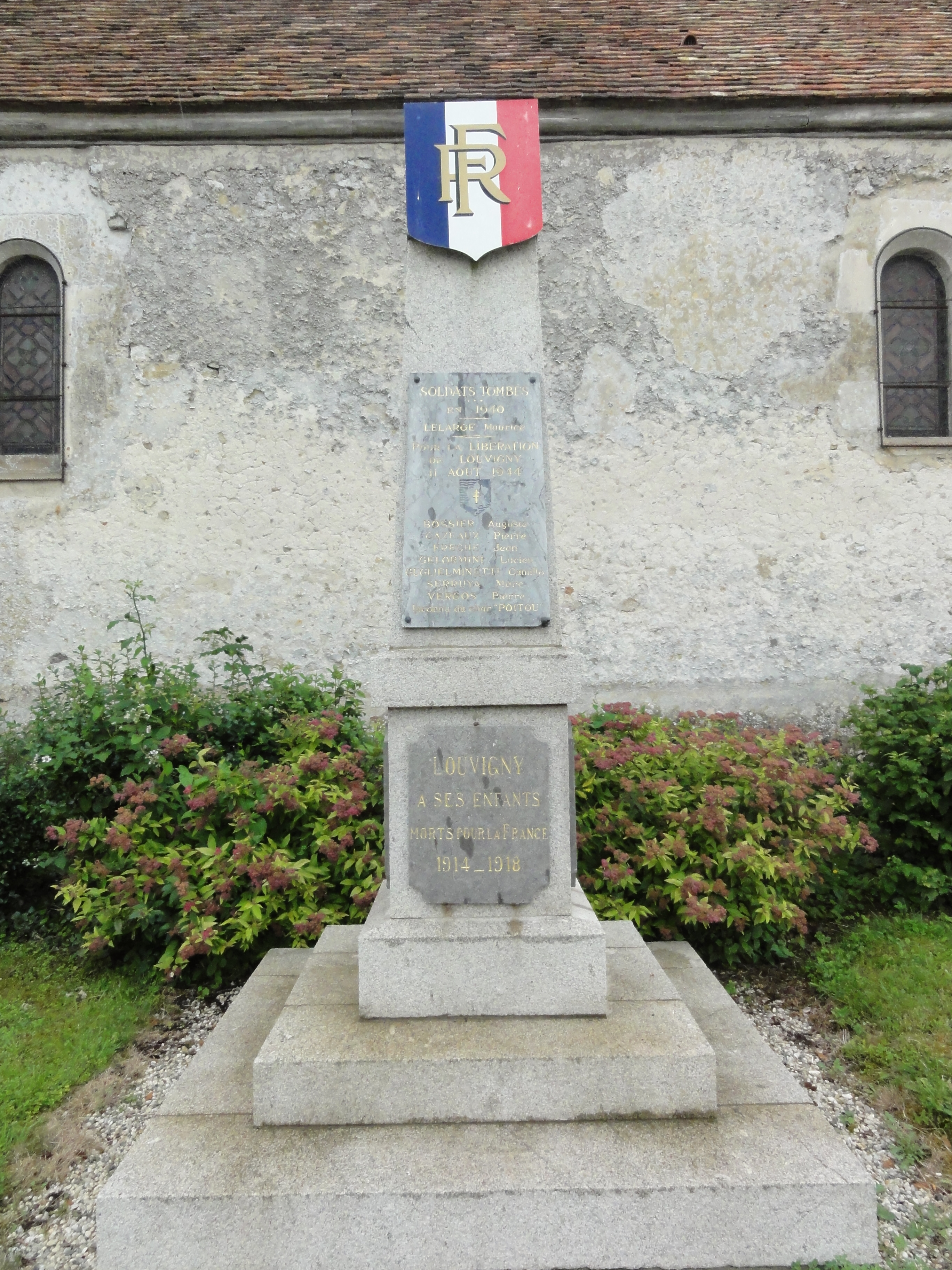
Monument aux morts.
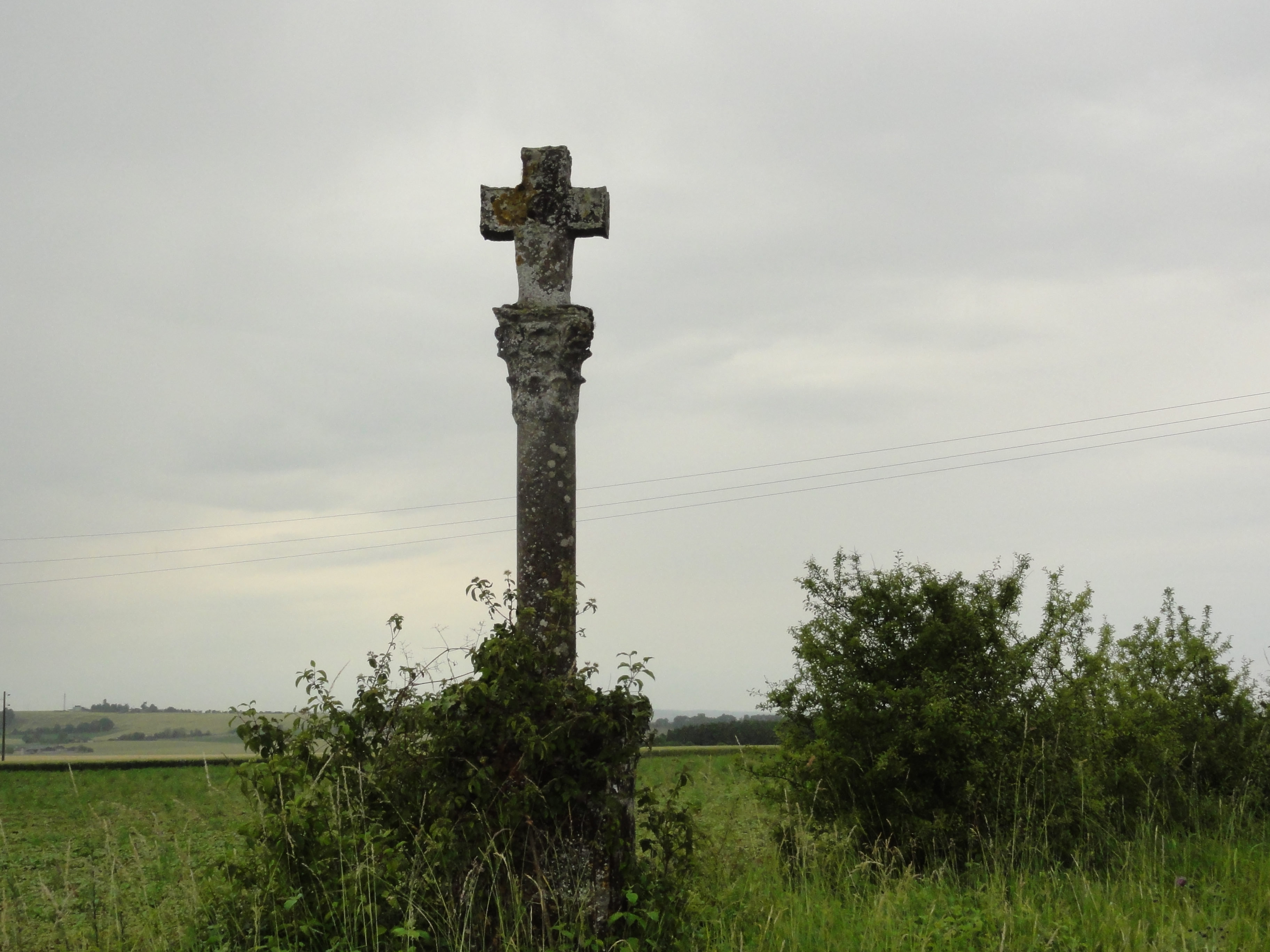
Une croix de chemin.

## Personnalités liées
- Pierre François Henri Bouvet de Louvigny (1773-1854), homme politique décédé à Louvigny, maire de Louvigny, député de la Sarthe de 1815 à 1818 et de 1822 à 1827.